# كي كامارا
كي كامارا (بالإنجليزية: Kei Kamara)‏ (1 سبتمبر 1984 بكينيما في سيراليون - ) هو لاعب كرة قدم سيراليوني في مركز الهجوم. شارك مع منتخب سيراليون لكرة القدم. أما مع النوادي، فقد لعب مع سان خوسيه إيرثكويكس وسبورتينغ كانساس سيتي وكولومبوس كرو ونادي ميدلزبره ونورويتش سيتي ونيو إنجلاند ريفولوشن وهيوستن دينامو وOrange County Blue Star ‏.

## وصلات خارجية
- كي كامارا على موقع الدوري الأمريكي (الإنجليزية)
- كي كامارا على موقع إي إس بي إن إف سي (الإنجليزية)
- كي كامارا على موقع قاعدة بيانات كرة القدم.إي يو (الإنجليزية)
- كي كامارا على موقع ليكيب (الفرنسية)
- كي كامارا على موقع ناشيونال فوتبول تيمز (الإنجليزية)
- كي كامارا على موقع Soccerbase.com (لاعب) (الإنجليزية)
- كي كامارا على موقع Soccerway.com (الإنجليزية)
- كي كامارا على موقع عالم كرة القدم.نت (الإنجليزية)
- كي كامارا على موقع AS.com (الإسبانية)